# Eleição suplementar para senador por Mato Grosso em 2020
A eleição suplementar para o cargo de senador pelo Mato Grosso foi realizada em 15 de novembro de 2020, com objetivo de eleger um novo senador para o estado, tendo em vista a cassação da senadora Selma Arruda, já efetivada pelo Senado Federal. Foi eleito para o mandato que encerrará em 31 de janeiro de 2027 o candidato Carlos Fávaro, do PSD, que já ocupava o mandato de forma interina desde abril. Fávaro foi eleito recebendo 371.857 votos, sendo 25,97% dos votos válidos.

## Contexto
No dia 10 de dezembro de 2019, o Tribunal Superior Eleitoral (TSE) julgou procedente a cassação do mandato da senadora Selma Arruda juntamente com seus suplentes, eleitos em 2018, a ex-juíza foi acusada de omitir despesas de R$ 1,2 milhão em sua campanha eleitoral para a ocupação de uma das duas cadeiras do Estado de Mato Grosso no Senado, configurando supostos caixa dois e abuso de poder econômico. Foi necessário um ato burocrático da mesa diretora do Senado Federal para que a decisão tenha eficácia. Selma Arruda ainda pode recorrer ao Supremo Tribunal Federal (STF), mas o recurso, a princípio, não suspenderá a decisão do TSE.
O tribunal colegiado decidiu por convocar nova eleição para ocupação do cargo, realizada em 15 de novembro de 2020, na mesma data do primeiro turno das eleições municipais. Até esta data, Carlos Fávaro (PSD), terceiro nas eleições de 2018, deteve o mandato provisoriamente, conforme autorizado pelo presidente do STF, Dias Toffoli.

## Processo eleitoral
A eleição foi disputada em turno único com o mais votado sendo declarado o vencedor da eleição independentemente da sua porcentagem de votos. Originalmente, a eleição seria realizada em 26 de abril de 2020, no entanto, foi adiada pelo TSE para 15 de novembro do mesmo ano, na mesma data das eleições municipais, devido à pandemia de COVID-19 no Brasil.

## Candidaturas
Onze candidatos disputaram esta eleição suplementar para a representação do Mato Grosso no Senado Federal:
- Carlos Fávaro (PSD): Durante convenção realizada na terça-feira (15), o PSD confirmou o nome de Carlos Fávaro como candidato ao Senado. Hoje ele ocupa interinamente a vaga deixada pela ex-senadora Selma Arruda. Carlos Fávaro tem 50 anos e é produtor rural. Ele ingressou na política em 2005. Foi vice-governador do estado entre os anos de 2014 e 2018, durante a gestão de Pedro Taques.

- Coronel Fernanda (Patriota): A candidatura de Rúbia Fernanda Diniz Robson Santos de Siqueira, a coronel Fernanda, ao Senado, foi oficializada no início deste mês. A chapa pura do Patriota conta ainda com o ex-deputado federal Victório Galli como primeiro suplente e o tenente Luciano Esteves, na segunda suplência. A candidata tem 45 anos e é natural de Cuiabá. Ela entrou na Polícia Militar de Mato Grosso em 1996. É formada em direito e tem especialização em segurança pública, ciências criminais e administração pública.

- Euclides Ribeiro (Avante): O Avante oficializou a candidatura do advogado Euclides Ribeiro ao Senado, no sábado (12). Ele vai concorrer à vaga na eleição suplementar que será realizada junto com as eleições municipais, no dia 15 de novembro. A convenção ocorreu no Hotel Fazenda Mato Grosso, em Cuiabá. Em virtude de risco sanitário por conta da pandemia do Covid-19, o evento foi online. Ribeiro é de Cuiabá. É empresário e advogado da área de recuperação judicial.

- Feliciano Azuaga (NOVO): O Partido Novo lançou no dia 2 deste mês, em Cuiabá, o nome de Feliciano Azuaga, de 39 anos, como candidato ao Senado. Feliciano nasceu em Campo Grande, Mato Grosso do Sul, mora em Mato Grosso há 14 anos e é economista, doutor e mestre em economia. O candidato é professor da Universidade de Mato Grosso (Unemat). Ele disputa a vaga para o Senado pela primeira vez. Feliciano terá como primeiro suplente Sérgio Antunes (que renunciou e foi substituído por Antônio Carlos Rezende) e, como segunda suplente, Vanessa Tomizawa.

- José Medeiros (PODE): O partido Podemos lançou nessa terça-feira o nome de José Medeiros como candidato ao Senado. Medeiros tem 50 anos, nasceu em Caicó, no Rio Grande do Norte. É formado em matemática, direito e foi agente da Polícia Rodoviária Federal. Ele já ocupou a cadeira de senador de 2015 a 2019, como suplente, e atualmente é deputado federal.

- Nilson Leitão (PSDB): O PSDB homologou a candidatura de Nilson Leitão ao Senado na noite desta terça-feira (15), em convenção realizada em Sinop. Leitão tem 51 anos e é natural de Cassilândia, MS. Já foi vereador e prefeito de Sinop, deputado estadual e também ocupou vaga na Câmara Federal.

- Pedro Taques (Solidariedade): Em convenção, o Solidariedade lançou a candidatura de Pedro Taques ao Senado Federal, nesta quarta-feira (16), em um hotel localizado na Avenida Miguel Sutil, em Cuiabá. O evento foi transmitido pelas redes sociais. Taques é ex-governador de Mato Grosso. Ele nasceu em Cuiabá e tem uma filha. Taques fez faculdade de direito em Taubaté (SP) e depois passou no concurso para procurador da República. Por causa da profissão, morou por alguns anos em São Paulo.

- Procurador Mauro (PSOL): Em convenção realizada pela internet nesta quarta-feira, o PSOL escolheu como candidato a senador na eleição suplementar, Mauro César Lara de Barros, o Procurador Mauro. Ele tem 45 anos, é procurador da Fazenda Nacional e músico, é formado em direito pela UFMT. Ele já disputou outras eleições a prefeito de Cuiabá, deputado federal, senador e governador.

- Reinaldo Morais (PSC): O empresário Reinaldo Morais (PSC) foi lançado como candidato ao Senado na noite desta quarta-feira (16), durante convenção em um hotel, em Cuiabá. Reinaldo Morais tem 49 anos, é natural do Paraná, casado e pai de três filhos. É formado em zootecnia, cursou mestrado na área de nutrição animal, tendo dedicado grande parte da sua vida ao empreendedorismo no ramo alimentício. Foi responsável pelo surgimento dos maiores frigoríficos no país.

- Elizeu Nascimento (DC): O deputado estadual Elizeu Nascimento, de 44 anos, foi lançado como candidato ao senado na noite dessa quarta-feira (16) pelo partido Democracia Cristã, em Cuiabá. A convenção ocorreu em um hotel da capital. Elizeu é sargento da Polícia Militar de Mato Grosso e nasceu em Tangará da Serra, a 242 km de Cuiabá. Ele é casado e pai de quatro filhos.

- Valdir Barranco (PT): O Partido dos Trabalhadores em Mato Grosso (PT-MT) oficializou nessa quarta-feira (16) a candidatura do presidente da sigla, deputado estadual Valdir Barranco ao Senado. A primeira suplência fica com a ex-reitora Maria Lucia Cavalli Neder (PCdoB), e a segunda com a ex-vereadora por Cuiabá, professora universitária aposentada Enelinda Scala (PT). Barranco é biólogo e tem 45 anos. Ele ingressou na política sendo prefeito de Nova Bandeirantes. Foi eleito deputado em 2014 e reeleito em 2018.

| Candidato(a) a senador(a)  | Candidato(a) a senador(a) | Candidato(a) a senador(a) | Último cargo que ocupou               | Partido e número    | Candidatos(as) a a suplentes                                      | Coligação                                                                   |
| -------------------------- | ------------------------- | ------------------------- | ------------------------------------- | ------------------- | ----------------------------------------------------------------- | --------------------------------------------------------------------------- |
| Carlos Fávaro              |                           |                           | Senador (2020-)                       | PSD — 555           | 1º: Margareth Busetti (PP) 2º: José Lacerda (MDB)                 | Fazer Mais Por Mato Grosso (PSD, PP, MDB, PTB, PV)                          |
| Coronel Fernanda           |                           |                           | —                                     | Patriota — 511      | 1º: Victório Galli (Patriota) 2º: Tenente Esteves (Patriota)      | Meu Partido é o Brasil. Nossa Missão é Mato Grosso (Patriota, Republicanos) |
| Euclides Ribeiro           |                           |                           | —                                     | Avante — 700        | 1º: Professora Francileide (PSB) 2º: Ernando Cardoso (PDT)        | Avança Mato Grosso (Avante, PSB, PDT, PROS, REDE)                           |
| Feliciano Azuaga           |                           |                           | —                                     | NOVO — 300          | 1º: Antônio Carlos Rezende (NOVO) 2º: Vanessa Tomizawa (NOVO)     | —                                                                           |
| José Medeiros              |                           |                           | Deputado federal (2019-)              | PODE — 191          | 1º: Alexandre Augustin (PODE) 2º: Coronel Zósima (PODE)           | —                                                                           |
| Nilson Leitão              |                           |                           | Deputado federal (2011-2019)          | PSDB — 456          | 1º: Júlio Campos (DEM) 2º: Zé Márcio Guedes (PL)                  | Mato Grosso Por Inteiro (PSDB, DEM, PL, PTC)                                |
| Pedro Taques               |                           |                           | Governador do Mato Grosso (2015-2018) | Solidariedade — 777 | 1º: Delegado Fausto (Cidadania) 2º: Dr.ª Elza Queiroz (Cidadania) | Todos Somos Mato Grosso (Solidariedade, Cidadania)                          |
| Procurador Mauro           |                           |                           | —                                     | PSOL — 500          | 1º: Gonça de Melo (PSOL) 2º: Enfermeiro Vanderley Guia (PSOL)     | —                                                                           |
| Reinaldo Morais            |                           |                           | —                                     | PSC — 200           | 1º: Gilberto Cattani (PSC) 2º: Neles Farias (PSC)                 | Muda Mato Grosso (PSC, PRTB)                                                |
| Sargento Elizeu Nascimento |                           |                           | —                                     | DC — 270            | 1º: Profº Naime (PSL) 2º: Coronel Paulo Selva (PSL)               | Agora é a Vez do Povo (DC, PSL)                                             |
| Valdir Barranco            |                           |                           | Deputado estadual (2016-)             | PT — 131            | 1º: Professora Maria Lúcia (PCdoB) 2º: Enelinda Scalla (PT)       | Defesa da Vida, Educação, Terra, Trabalho e Cidadania (PT, PCdoB)           |

## Resultado da eleição
Segundo os dados do Tribunal Superior Eleitoral, no estado do Mato Grosso, 1.727.620 eleitores (74,56% do eleitorado) compareceram às urnas nesta eleição suplementar, enquanto 589.482 eleitores (25,44% do eleitorado) se abstiveram de votar. Foram apurados 1.431.699 votos válidos (82,87%), 152.985 votos em branco (8,86%) e 142.936 votos nulos (8,27%).
| Candidato(a)               | Votos   | Porcentagem |
| -------------------------- | ------- | ----------- |
| Carlos Fávaro PSD          | 371.857 | 25,97%      |
| Coronel Fernanda Patriota  | 293.362 | 20,49%      |
| Nilson Leitão PSDB         | 157.504 | 11%         |
| José Medeiros PODE         | 138.922 | 9,7%        |
| Valdir Barranco PT         | 117.933 | 8,24%       |
| Procurador Mauro PSOL      | 97.573  | 6,82%       |
| Pedro Taques Solidariedade | 71.368  | 4,98%       |
| Elizeu Nascimento DC       | 66.966  | 4,68%       |
| Euclides Ribeiro Avante    | 58.455  | 4,08%       |
| Reinaldo Morais PSC        | 36.545  | 2,55%       |
| Feliciano Azuaga NOVO      | 21.214  | 1,48%       |

| Partido | Partido       | Candidato | Votos     | Votos (%) |
| ------- | ------------- | --------- | --------- | --------- |
|         | PSD           | Fávaro    | 371 857   | 25,97%    |
|         | Patriota      | Fernanda  | 293 362   | 20,49%    |
|         | PSDB          | Nilson    | 157 504   | 11%       |
|         | PODE          | Medeiros  | 138 922   | 9,7%      |
|         | PT            | Valdir    | 117 933   | 8,24%     |
|         | PSOL          | Mauro     | 97 573    | 6,82%     |
|         | Solidariedade | Taques    | 71 368    | 4,98%     |
|         | DC            | Elizeu    | 66 966    | 4,68%     |
|         | Avante        | Euclides  | 58 455    | 4,08%     |
|         | PSC           | Reinaldo  | 36 545    | 2,55%     |
|         | NOVO          | Feliciano | 21 214    | 1,48%     |
| Totais  | Totais        | Totais    | 1 431 699 |           |